# Joseph Starot de Saint-Germain
Pour les articles homonymes, voir Saint-Germain.
Joseph Claude Starot de Saint-Germain, seigneur de Villeplat, de Montvendre et de Montmeyran, né à Valence le 14 mars 1729 et guillotiné à Paris le 22 floréal an II (11 mai 1794), est un fermier général français.

## Biographie

### Origines
Son grand-père, dénommé Jean-Baptiste Starot de Saint-Germain (1672-1730) et fils de gardes suisses et tanneurs suisses-allemands, était maître écrivain, arithméticien, précepteur et bourgeois de Romans puis de Valence.
Le père de Joseph Starot de Saint-Germain est Louis Starot de Saint-Germain (1701-1793), seigneur de Villeplat, conseiller du roi et receveur des impositions de l'élection de Valence, et sa mère Isabeau Foriel (fille d'Abel Foriel et d'Isabeau Durand).
Un de ses frères, Aimé Starot de Saint-Germain, sera curé-prieur de Saint-Saturnin de Nogent. Un autre, Louis-Antoine Starot de Saint-Germain de Loberie, s'embarquera sur la Boudeuse comme explorateur aux côtés de Bougainville. Une de ses sœurs épousera le général Charles-Victor de Bachasson de Montalivet et une autre François Sandecœur La Croix Saint-Pierre (arrière-grands-parents d'Albert Lacroix-Saint-Pierre).

### Rapide ascension
Brillant, il devient avocat au parlement du Dauphiné, docteur-agrégé ainsi que recteur de l'Université de Valence. Il occupe ensuite la modeste charge de receveur des gabelles de Valence en 1764.
Son mariage eut lieu à Nogent-sur-Marne, le 11 mars 1768. Il épousa Catherine Éléonore Bénard, maîtresse du roi Louis XV. Leur fille, Adélaïde de Saint-Germain, future comtesse de Montalivet, est supposée être une fille naturelle de Louis XV,,,,,,,. Elle fut un amour de jeunesse de Bonaparte mais Joseph Starot de Saint-Germain s'opposa à ce mariage.
Sa carrière prend un essor rapide grâce à sa femme, maîtresse de Louis XV. Deux ans après son mariage, il devient ainsi en 1770 inspecteur général des postes. En 1780, il achète pour la somme de 107 000 livres, la terre et baronnie de Montmeyran. Puis, en 1786, il devient fermier général du Dauphiné, considérable charge qui lui permit d'amasser une immense fortune, devenant ainsi l'un des hommes les plus riches de Valence, y possédant un hôtel particulier (21 côte des Chapeliers), ainsi qu'un autre à Paris.

### La Révolution
Dès le 20 floréal, Joseph Starot de Saint-Germain, 66 ans, demeurant à Fontainebleau, se présente au tribunal pour demander l'examen et l'apurement de sa conduite. Il est arrêté sur-le-champ et déféré au tribunal révolutionnaire le 22 du même mois. Pour sa défense, il se désolidarise de ses collègues fermiers. Il prétend que, de tout temps, il leur avait reproché leur conduite peu scrupuleuse et spécialement le mouillage du tabac. Il précise qu'il n'a été fermier qu'à partir de 1787 et n'a donc pas participé aux faits reprochés sous les baux David et Salzard. Que s'agissant des rémunérations perçues, il ne pouvait à lui seul changer les pratiques de toute une corporation. Enfin, il souligne que, si sa conscience lui avait fait le moindre reproche, il ne se serait pas présenté spontanément au tribunal, après les exécutions du 19 floréal, mais aurait fui, au contraire, son domicile de Fontainebleau pour se soustraire aux poursuites.
Sans doute était-il convaincu que cette démarche ne pouvait qu'aboutir positivement. Sa défense fut balayée par l'accusateur public. La condamnation est prononcée en faisant référence aux chefs d'accusation du précédent procès, y compris ceux relatifs au seul bail David auquel l'intéressé n'avait pas participé. Il est exécuté le jour de sa condamnation à mort.
Il est guillotiné à Paris le 22 floréal an II comme ancien fermier général à la barrière du Trône.

## Sources
- Adolphe de Coston, Histoire de Montélimar et des familles principales qui ont habité cette ville, Volume 3, 1973
- Jean-Claude Banc, Montalivet, l'homme de confiance de Napoléon, Nouveau Monde éditions / Fondation Napoléon, Paris 2011
- Gaston Sirjean, Encyclopédie généalogique des maisons souveraines du monde… : Les illégitimes
- Henri Vrignault, Les enfants de Louis XV: descendance illégitime, Perrin, 1954
- Bulletin, Numéro 382, Société d'archéologie et de statistique de la Drôme, 1971
- Bulletin d'archéologie et de statistique de la Drôme, Volume 77, 1977